# Société des gens de lettres
Pour les articles homonymes, voir SGL.
La Société des gens de lettres (SGDL) est une association française de promotion du droit et de défense des intérêts des auteurs. Elle a été fondée à Paris le 31 décembre 1837, sur une idée de Louis Desnoyers, soutenue par Honoré de Balzac et un comité d'écrivains. C'est une association privée reconnue comme établissement d'utilité publique par décret en date du 10 décembre 1891.
Son siège est situé, depuis 1928, à l'hôtel de Massa à Paris.

## Historique

### Fondation

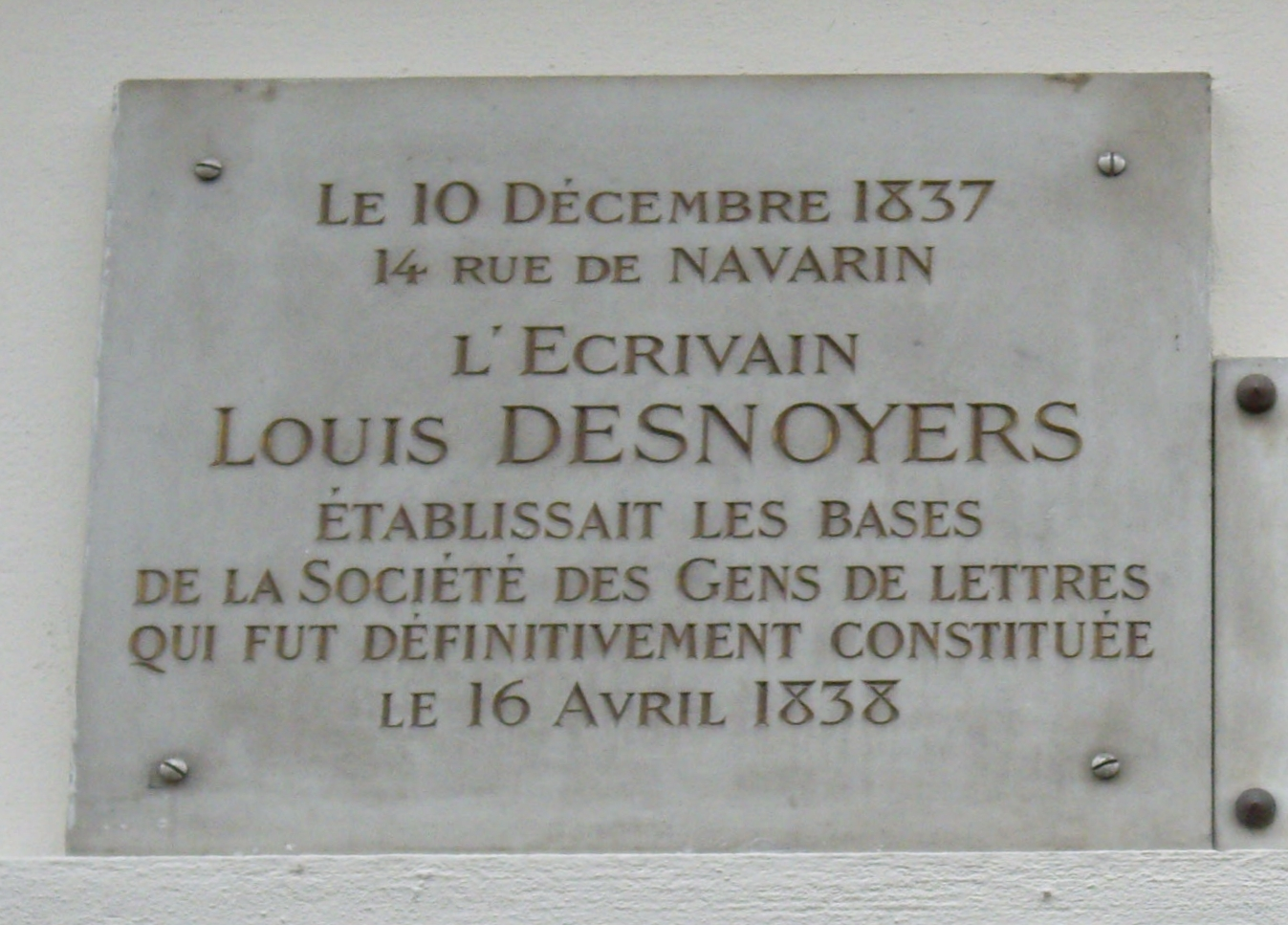
Plaque commémorative en hommage à Louis Desnoyers au 10, rue de Navarin à Paris.

Sous le régime de la révolution de Juillet, en pleine vague romantique, le 10 décembre 1837, Louis Desnoyers réunit chez lui une assemblée d'écrivains composée de Louis Viardot, Émile Marco de Saint-Hilaire, Élie Berthet, Alphonse Royer, Emmanuel Gonzalès, Louis Reybaud, Louis Bergeron et Honoré de Balzac. Un comité chargé d'élaborer les statuts de l'association est constitué, auquel se joignent Jules-Antoine David (1811-1890), Léon Gozlan et André Delrieu. La Société des gens de lettres est officiellement fondée le 31 décembre 1837, les statuts d'une « société civile » étant déposés conformément au code pénal en vigueur le 28 janvier 1838 devant maître Maréchal, notaire. Dans cette première aventure, c'est Balzac qui se montre le plus enthousiaste. La première assemblée générale nomme Abel François Villemain président et Desnoyers vice-président le 16 avril 1838, et compte déjà près de 200 membres. Une deuxième assemblée générale se tient le 17 mars 1839, le comité administratif de 24 membres est renouvelé, et sont élus Balzac (nommé président), George Sand, Cauchois-Lemaire, Henry Celliez, Roger de Beauvoir, Henri Martin, Hippolyte Fortoul, et François-Théodore Claudon. Entré au comité directeur en 1839, Victor Hugo y restera près de quinze ans. Chaque nouveau membre admis devait régler 50 francs à l'année. Un personnage joue un rôle important : c'est Louis-Antoine Pommier, ancien avoué, nommé agent central de la Société, c'est lui qui la représente légalement et il est le seul à percevoir des appointements.
Les premières réunions se tiennent soit en des restaurants qui disposent de salles — ainsi, en janvier 1839, c'est le traiteur Lemardeley, rue de Richelieu, qui accueille l'assemblée générale et les discussions portent sur les journaux qui reproduisent sans autorisation des textes —, soit au 21, rue de Provence, adresse qui semble être celle du premier siège, en tous les cas où réside Pommier. Les réactions du monde des lettres ne tardent pas, la plus virulente émane du critique Jules Janin. Il faut dire qu'en 1839, la Société, qui ne dispose que d'une trésorerie ridicule, se lance dans un programme éditorial ambitieux, envisageant la publication de nouvelles, en douze volumes, sorte de recueils collectifs composés à partir de textes écrits par les sociétaires. Le problème est que ces publications, pourtant vendues, ne donnent droit à aucune rétribution. En quelques mois, les dessinateurs des vignettes prévues refusent à ce titre de livrer leurs travaux,.

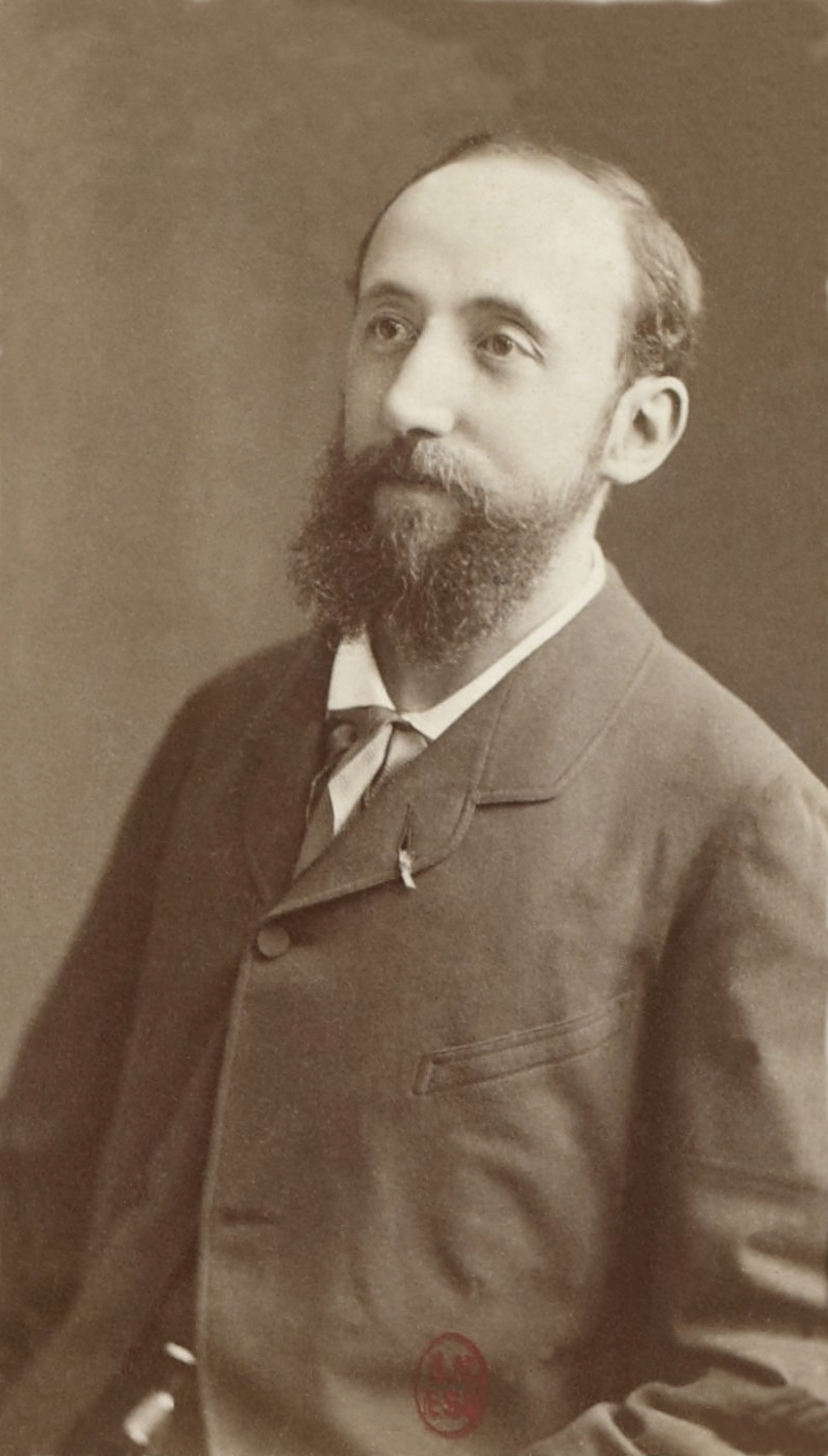
Jules Claretie, président de la Société des gens de lettres en 1888.

Alexandre Dumas père devient brièvement le troisième président le 9 janvier 1840 et fait immédiatement campagne en faveur de la propriété littéraire et des droits des auteurs. Cette année-là paraît Babel chez Jules Renouard, qui est la première publication périodique officielle de la Société. Le premier numéro, qui contient comme prévu des nouvelles, s'ouvre par une introduction que Jules Claretie estime écrite par Balzac et qui se termine par ces mots :

« L'esprit de corps rehausse l'individu, en ajoutant à sa responsabilité personnelle une responsabilité collective. Il est temps, pour tout le monde, de compter avec l'intelligence qui n'a jamais su compter avec personne. »

De 1841, année où démissionne Balzac pour « inefficacité de la Société » à 1869, le siège de la SGDL se situe 14, cité Trévise. En décembre 1843, la SGDL prévoit outre une caisse de secours pour venir en aide à ses sociétaires dans le besoin ainsi qu'une assistance juridique, de rendre hommage aux écrivains décédés et injustement calomniés : ainsi fut fait de Marie-Joseph Chénier, dans une ambiance où grondait l'esprit républicain. Deux ans plus tard, le bibliophile Jacob, et néanmoins sociétaire, rappelait, non sans humour, que Narcisse-Achille de Salvandy, ministre de l'Instruction publique mais également sociétaire, versait à la dite caisse, la somme de 2 000 francs. Année faste, qui permet l'édition d'un Bulletin mensuel qui va durer jusqu'en mars 1892.
En 1847, est fondé le Cercle de la librairie (Paris) qui tente de devenir un interlocuteur de la SGDL, entre autres sur les questions de droits à l'international.
En mars 1865, c'est Paul Féval qui est élu président et en 1869, le siège déménage au 10, cité Rougemont. En 1888, Guy de Maupassant devient sociétaire de la SGDL. Il est parrainé par François Coppée et Jules Claretie.

### Affaire duBalzacde Rodin
Émile Zola est admis, en qualité de sociétaire, le 5 avril 1891 et est élu au comité le lendemain. Le 17 juin, il est élu président de la SGDL. Alexandre Dumas avait, dès le lendemain de la mort de Balzac, tenté de lancer une souscription en faveur d'une sculpture. Échec. Quand Zola arrive à la Société, il relance l'idée en contactant le sculpteur Henri Chapu, qui meurt quelques jours plus tard. Il est donc décidé que ce sera Auguste Rodin qui réalisera une statue de Balzac, Rodin que l'on cherche à convaincre par le biais de Frantz Jourdain ; en juillet, il accepte.
En mai 1893, le comité revient consterné d'une visite à l'atelier de Rodin dont le retard est jugé considérable. Zola lui obtient un délai supplémentaire de deux ans. Rodin s’attelle enfin à de multiples études, et fait finalement le choix de représenter l’auteur dans sa robe de moine dominicain qu’il revêtait pour écrire. Un an plus tard, une nouvelle commission de la SGDL, venue constater l'avancée du projet, juge l'œuvre du sculpteur « artistiquement insuffisante », la considérant comme « une masse informe, une chose sans nom, un colossal fœtus ». C'est ce qui entraîne la démission de Zola. Les choses se calment, Zola est réélu membre du Comité de la SGDL le 1er avril 1895 puis à nouveau président le 28 janvier 1898. Il exerce son dernier mandat au comité exécutif le 25 avril 1898. Le plâtre du Balzac de Rodin, présenté au Salon de la Société nationale des beaux-arts en mai 1898, déchaîne un torrent de propos haineux. Il fallut attendre 1939 pour que le bronze soit enfin fondu et érigé boulevard Raspail.

### Question des femmes
L'accès des femmes au comité exécutif de la SGDL fut laborieux. En 1846, on compte sur près de 300 membres, seulement 20 femmes.
Des écrivaines tentèrent, au tout au long du XIXe siècle, d'être élues, mais leurs échecs ne sont pas dus aux « indélicatesses » de George Sand : juste après la mort de cette dernière, la SGDL est la première à lancer une souscription pour élever un monument en son honneur. Membre à part entière dès ses origines, George Sand, cependant, avait mis la société dans une situation très étrange, en 1849 : L’Écho des feuilletons, alors dirigé par M. Dufour, avait reproduit La Mare au diable. L’Écho des feuilletons se croyait dans son bon droit, en vertu de traités passées avec la Société, qui autorisaient les journaux à reproduire toute nouvelle ayant moins de 100 000 lettres, même sans la permission de l’auteur. Or La Mare au diable, qui ne se vendait pas, excédait de quelques centaines de lettres, les 100 000 fixées par le traité. Ainsi L’Écho des feuilletons était-il dans son tort.
Aussi George Sand et l'éditeur Casimir Delavigne firent-ils à la Société un procès qu’elle gagna, et la Société fut condamnée à lui payer 3 000 francs de dommages-intérêts qu’elle n’avait pas. Cependant les poursuites continuèrent au nom de George Sand ; le jugement fut signifié et, deux jours plus tard, on allait saisir le mobilier des bureaux, qui n’eût pas produit cent écus à la vente, mais c’était le seul bien de la Société. On recourut au baron Taylor, et les 3 000 francs furent envoyés sans retard aux hommes d’affaires de George Sand, en attendant un hypothétique remboursement de Sand. L'ironie de l'histoire est que le journal en question était dirigé par M. Pommier [?], agent de la SGDL chargé lui-même de négocier ce genre de droits de reproduction,.
Il est juste en revanche de signaler qu'il fallut attendre l'élection de Mme Daniel Lesueur en 1907 pour qu'un tel événement advienne. Non seulement celle-ci accède aux fonctions de secrétaire en 1907-1908 (présidence de Victor Margueritte) puis de vice-présidente en 1908-09, 1909-10 et 1913-14 (présidence de Georges Lecomte), mais c'est encore elle qui présidera — de 1913 à sa mort — une œuvre philanthropique qui existe toujours : le « Denier des veuves de la SGDL ». Ce fut la fin de l'ostracisme qui visait les femmes de lettres. D'autres élues suivront, telles Mme Jean Dornis (présidente active du Denier des veuves de la SGDL, de 1922 à 1928), Lya Berger (rapporteur en 1921-22 sous la présidence d'Edmond Haraucourt), Jeanne Landre (seconde femme vice-présidente en 1925-1926, et à nouveau en 1935-1936). Camille Marbo devient la première femme présidente en 1937, réélue en 1938 et 1946. Ces dernières années sont marquées par les présidences de Régine Deforges (élue en 1989) et Marie Sellier (élue en 2014).
En 2021, le Comité compte 14 femmes et 10 hommes. En 2023, à la suite des élections du Comité et de la tenue de l'assemblée générale, le Comité compte 13 femmes et 11 hommes.
Parmi les grands noms de la littérature contemporaine figurent notamment la présidence de François Mauriac élu en 1932, ou celle d'un oulipien, Paul Fournel, élu en 1992. Citons aussi Didier Decoin et François Billetdoux.

## Siège
La SGDL occupe l'hôtel de Massa depuis juin 1930 : c'est une construction du XVIIIe siècle de style classique qui a eu l'étrange destin d'avoir été déplacé pierre par pierre en 1928, de son emplacement d'origine, sur les Champs-Élysées, à son emplacement actuel, au bout du jardin de l'Observatoire de Paris, 38 rue du Faubourg-Saint-Jacques, dans le 14e arrondissement à Paris.

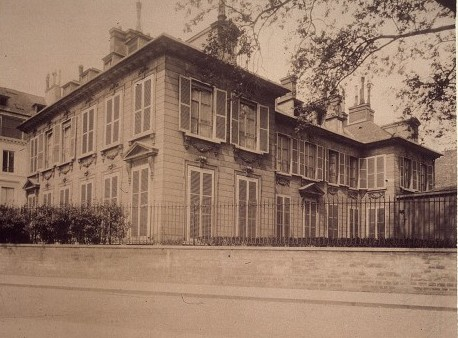
Eugène Atget, Hôtel Thiroux de Montsauge dit hôtel de Massa, siège de la Société des gens de lettres, 1906. L'hôtel à son emplacement d'origine sur les Champs-Élysées à Paris, avant son déplacement.
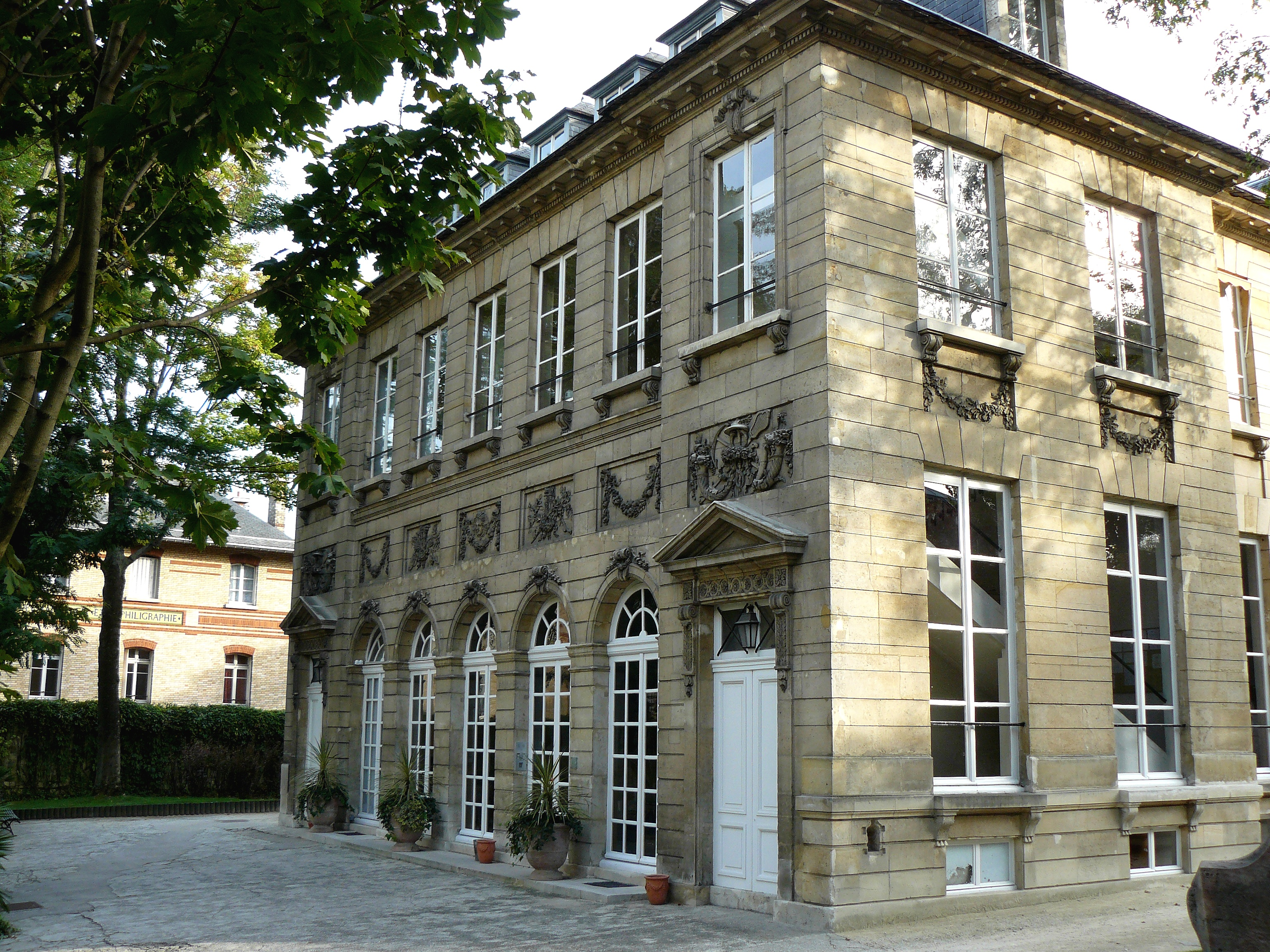
L'hôtel de Massa à son emplacement actuel, côté droit, servant d'entrée au 38, rue du Faubourg-Saint-Jacques à Paris.

## Organisation

### Présidents
- 1837-1839 : Abel François Villemain
- 1839-1840 : Honoré de Balzac
- 1840 : Alexandre Dumas
- 1840-1844 : François Arago
- 1844-1847 : Jean-Pons-Guillaume Viennet
- 1847-1848 : Narcisse-Achille de Salvandy
- 1848-1852 : Louis Desnoyers
- 1852-1855 : Francis Wey
- 1855-1856 : Saintine
- 1856 : Léon Gozlan
- 1856-1857 : Michel Masson
- 1857-1860 : Francis Wey
- 1860-1861 : Édouard Thierry
- 1861-1864 : Francis Wey
- 1864-1865 : Emmanuel Gonzalès
- 1865-1868 : Paul Féval
- 1868 : Paul de Musset
- 1868-1869 : Jules Simon
- 1869-1872 : Frédéric Thomas
- 1872 : Léo Lespès
- 1872-1873 : Pierre Zaccone
- 1872 : Charles Valois
- 1872-1873 : Augustin Challamel
- 1873 : Arthur de Boissieu
- 1873 : Ernest Hamel
- 1873-1874 : Eugène Muller
- 1874 : Agénor Altaroche
- 1874-1876 : Paul Féval
- 1876-1877 : Paul de Musset
- 1877-1880 : Edmond About
- 1880-1881 : Henri Martin
- 1881-1884 : Edmond About
- 1884-1885 : Arsène Houssaye
- 1885-1888 : Jules Claretie
- 1888-1889 : André Theuriet
- 1889-1890 : Henri de Bornier
- 1890-1891 : Ernest Hamel
- 1891-1894 : Émile Zola
- 1894 : Jean Aicard
- 1894-1895 : Aurélien Scholl
- 1895-1896 : Émile Zola
- 1896-1899 : Henry Houssaye
- 1899-1900 : Marcel Prévost
- 1900-1902 : Paul Hervieu
- 1902-1903 : Abel Hermant
- 1903-1906 : Marcel Prévost
- 1906-1908 : Victor Margueritte
- 1908-1910 : Georges Lecomte
- 1910-1913 : René Doumic
- 1913-1913 : Pierre Baudin
- 1913-1916 : Georges Lecomte
- 1916-1917 : Pierre Dourcelle
- 1917-1920 : Georges Lecomte
- 1920-1922 : Edmond Haraucourt
- 1922-1923 : Charles Le Goffic
- 1923-1926 : Georges Lecomte
- 1926-1929 : Édouard Estaunié
- 1929-1930 : Pierre Benoit
- 1930-1932 : Gaston Rageot
- 1932-1933 : François Mauriac
- 1933-1936 : Gaston Rageot
- 1936-1936 : Georges Duhamel
- 1936-1937 : Jean Vignaud
- 1937-1938 : Camille Marbo
- 1938-1946 : Jean Vignaud
- 1946-1947 : Camille Marbo
- 1947-1948 : Gérard Bauer
- 1948-1949 : Maurice Bedel
- 1949-1950 : Fernand Gregh
- 1950-1952 : Pierre Descaves
- 1952-1955 : Paul Vialar
- 1955-1957 : Jean d'Esme
- 1957-1959 : Yves Gandon
- 1959-1962 : Francis Didelot
- 1962-1965 : Jacques Chabannes
- 1965-1966 : Pierre Lyautey
- 1966-1968 : Paul Mousset
- 1968-1971 : Jean Albert-Sorel
- 1971-1974 : Jean Rousselot
- 1974-1977 : Yves Cazaux
- 1977-1978 : Jean Rousselot
- 1978-1979 : Didier Decoin
- 1979-1982 : Paul Mousset
- 1982-1986 : François Billetdoux
- 1986-1987 : Pierre Dumayet
- 1987-1989 : Didier Decoin
- 1989-1992 : Régine Deforges
- 1992-1996 : Paul Fournel
- 1996-2000 : François Coupry
- 2000-2002 : Georges-Olivier Châteaureynaud
- 2002-2006 : Alain Absire
- 2006 : François Taillandier
- 2006-2010 : Alain Absire
- 2010-2014 : Jean Claude Bologne
- 2014-2019 : Marie Sellier
- 2019-2020 : Mathieu Simonet
- 2020 : Christophe Hardy

### Représentation et défense des intérêts des auteurs
La SDGL a pour mission la défense du droit d'auteur, du droit moral, des intérêts patrimoniaux et economiques et du statut juridique et social de tous les auteurs de l'écrit. Elle exerce une action de vigilance, de réflexion et de proposition de lois et avantages nouveaux au bénéfice de la communauté des auteurs. Elle propose ainsi aux auteurs un service de protection de leurs idées par un dépôt des manuscrits qui leur garantit l'antériorité.
La SGDL exerce également un rôle international, défendant les droits et le statut des auteurs dans différentes instances européennes.
Dirigée par un comité de vingt-quatre écrivains, elle est présidée, depuis le 11 mai 2020, par Christophe Hardy. Patrice Locmant en est le Directeur général depuis le 8 janvier 2019.

### Membres
Pour faire partie de la Société, il faut être auteur (écrivain, traducteur, ou illustrateur) d'au moins un livre publié sous contrat à compte d’éditeur, quel qu'en soit le genre littéraire (roman, essai, BD, poésie, guide pratique, livre scolaire ou universitaire, œuvre radiophonique ou multimédia...). La SGDL propose à ses membres des bureaux d'aide sociale, d'aide juridique et un service de dépôt des œuvres afin d'en assurer la protection juridique en fournissant à son auteur une preuve de paternité et d'antériorité juridiquement opposable en cas de litige (contrefaçon, plagiat, emprunts...). La SGDL est également organisme de formation professionnellet organise des formations répondant aux besoins des auteurs du livre.Elle organise de nombreuses manifestations culturelles et rencontres professionnelles, et attribue chaque année une quinzaine de prix littéraires dotés et trois bourses de création.
Les membres sont composés d'« adhérents » et de « sociétaires ». Le statut d'« adhérent » est accordé aux membres ayant publié au moins un livre à compte d’éditeur. Le statut de « sociétaire » est accordé aux membres ayant publié au moins quatre livres à compte d’éditeur.

## Actions

### Droits numériques des auteurs
L’enjeu des années futures est le passage à la numérisation. La SGDL n’a pu obtenir satisfaction dans ses discussions avec le Conseil permanent des écrivains et le Syndicat national de l'édition sur le « contrat séparé », la durée limitée et la rémunération des auteurs. Depuis l’automne 2011, elle travaille en lien avec le professeur Jean-François Sirinelli sur une adaptation indispensable du contrat d’édition à l’univers numérique. N’ayant pu obtenir satisfaction, la SGDL a, en quelque sorte, devancé les accords en communiquant aux auteurs des recommandations pour la négociation des droits numériques.

### Prix des livres numériques
La SGDL s’est montrée favorable à la loi du 26 mai 2011 qui permet de garantir une assiette fixe pour le calcul des droits des auteurs, et d’assurer la diversité de l’édition et de la création à condition que les librairies puissent jouer un rôle essentiel dans l’univers numérique. En outre, l’article 5 bis garantit dans le contrat d’édition une rémunération « juste et équitable » pour les auteurs et une reddition des comptes « explicite et transparente » lors de l’exploitation numérique de leurs livres.

### Exploitation numérique des livres indisponibles
La SGDL, avec le Syndicat national de l'édition (SNE), le ministère de la Culture, le Commissariat général à l’investissement et la Bibliothèque nationale de France, essaie de trouver un terrain d’entente sur la numérisation et l’exploitation numérique des livres indisponibles du XXe siècle. La SGDL confirme son accord à la seule condition que les auteurs puissent refuser, sans justification, la mise en ligne, et que ceux-ci soient rémunérés.
Alors que la SGDL affirme que cette loi est conforme au droit d'auteur, certains estiment qu'elle le contredit sur de nombreux points.
Depuis le 21 mars 2013, par arrêté ministériel, la Sofia s'est vu confier la gestion des livres indisponibles tels que la loi les a définis.

### Formation continue des auteurs
Il est question de mettre en place une formation continue pour les artistes auteurs en juillet 2012. La SGDL, tout en ne remettant pas ce projet en cause, insiste sur la nécessité que la charge financière incombant aux auteurs soit supportable pour tous. Elle propose que le taux de la cotisation prélevée sur les droits d’auteur, prévu à 0,45 %, soit ramené à 0,35 %. Par ailleurs, cette formation ne saurait concerner que les affiliés dans la mesure où la cotisation est exigée de tous.

### Reddition des comptes
Dans le cadre d’un travail commun entre la SGDL et le SNE a été établi un document commun relatif à la reddition des comptes,. En cas de litige, les auteurs et leurs éditeurs disposent désormais d’un document commun validé par le SNE.

## Prix décernés

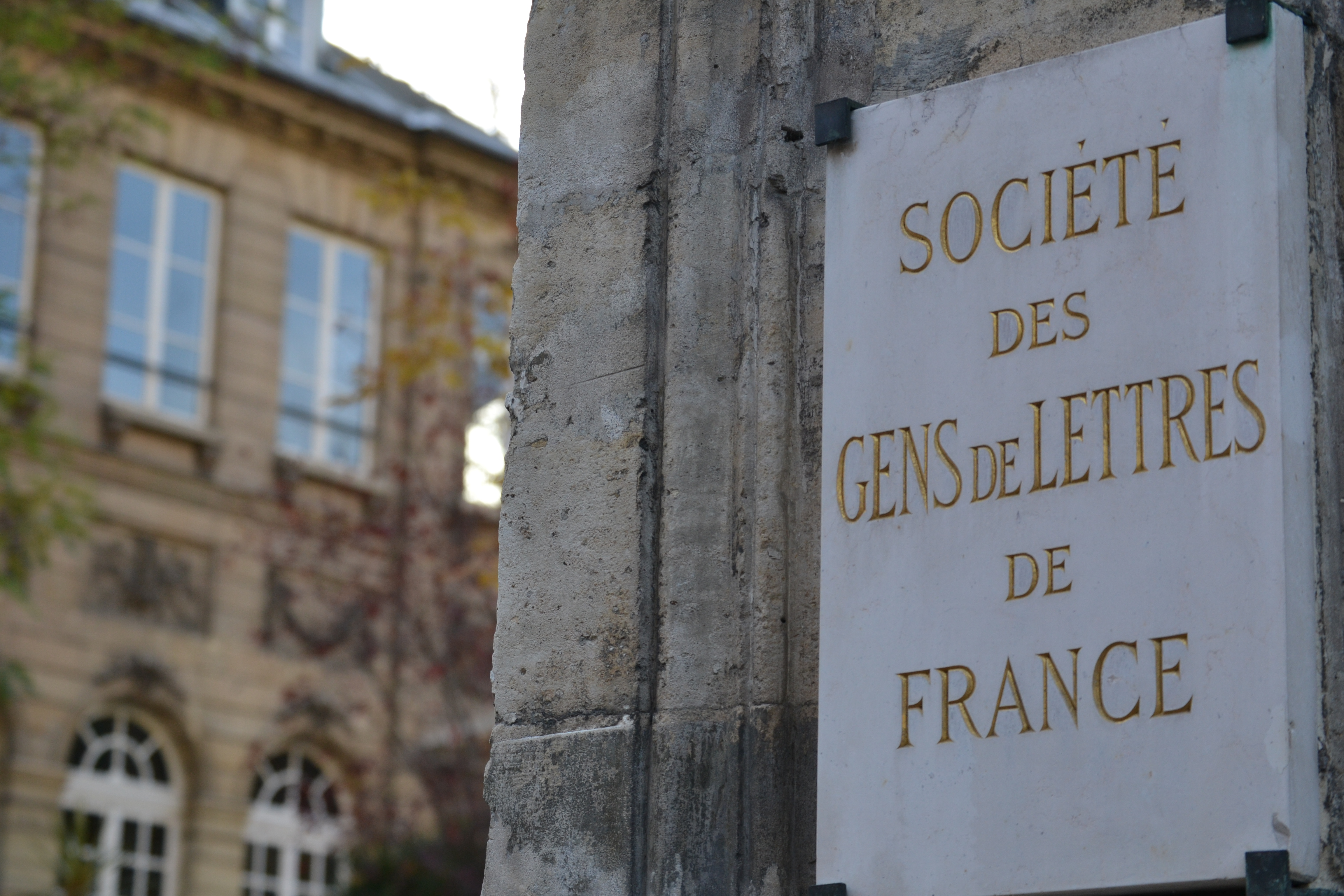
L'entrée de l'hôtel de Massa, rue du Faubourg-Saint-Jacques.

### Session de printemps
- Prix consacrant l'ensemble d'une œuvre :
  - Grand prix de l'œuvre de la SGDL, créé en 1947 ;
  - Grand prix de poésie de la SGDL, créé en 1983.
  - Grand prix SGDL/Ministère de la Culture pour l'œuvre de traduction, créé en 2019.
- Prix consacrant un ouvrage :
  - Grand prix SGDL du roman, créé en 1947 ;
  - Grand prix SGDL de la fiction depuis 2017[31] ;
  - Grand prix SGDL de la nouvelle, créé en 1984 ;
  - Grand prix SGDL du livre Jeunesse, créé en 1982 ;
  - Grand prix de la fiction radiophonique de la SGDL, créé en 2008 ;
  - Prix Louis-Pauwels, créé en 1997.

### Session d'automne
- Prix Révélation (quatre prix pour récompenser des nouveaux talents littéraires).
- Prix du Premier recueil de nouvelles (Dotation Christiane Baroche).
- Prix du premier roman (Dotation André-Dubreuil).

### Anciens prix
- Prix Balzac, créé en 1901, doté par un éditeur de Chicago ayant publié les œuvres complètes de Honoré de Balzac ; attribué jusqu'au début des années 1930[32].
- Prix Maurice-Renard (1922-1932).
- Prix Jacques-Normand (1919-1992).
- Prix Nerval/Goethe Institut, de traduction de l'allemand.
- Prix Baudelaire, de traduction de l'anglais.
- Prix Maurice-Edgar-Coindreau de traduction de l'américain.
- Grand prix Paul-Féval de littérature populaire.
- Prix de poésie Charles-Vildrac, créé en 1973.

### Sources
- Fonds de la Société des gens de lettres (SGDL) (1850-1990).  Cote : 454AP (454AP/1-454AP/875). Archives nationales (présentation en ligne).